# Problema de Dirichlet
Em matemática, um problema de Dirichlet consiste em encontrar uma função que satisfaça uma equação diferencial parcial (EDP) dada no interior de uma região dada e que toma valores prescritos na fronteira (contorno) desta.
Originalmente, o problema foi proposto para a equação de Laplace. Nesse caso ele pode ser apresentado da seguinte forma: dada uma função {\displaystyle f} definida no contorno de um dado conjunto em Rn, existe uma única função contínua u diferenciável continuamente duas vezes no interior e contínua no contorno, tal que {\displaystyle u} é harmônica no interior e {\displaystyle u=f} no contorno?
A exigência imposta sobre {\displaystyle u} na fronteira do conjunto é chamada de condição de contorno de Dirichlet. A questão principal é provar a existência de uma solução. A unicidade pode ser demonstrada usando-se o princípio do máximo.

## História
O problema de Dirichlet é nomeado em homenagem a Lejeune Dirichlet, que propôs uma solução para um método variacional que tornou-se conhecido como princípio de Dirichlet. A existência de uma única solução é muito plausível pelo 'argumento físico': qualquer distribuição de carga no contorno deveria, pelas leis da eletrostática, determinar um potencial elétrico como solução.
Entretanto, Weierstrass encontrou uma falha no argumento de Dirichlet, e uma rigorosa prova de existência foi encontrada somente em 1900 por Hilbert. Ocorre que a existência de uma solução depende delicadamente da suavidade do contorno e os dados prescritos.

## Solução geral
Para um domínio {\displaystyle D} tendo um contorno suficientemente suave {\displaystyle \partial D}, a solução geral para o problema de Dirichlet é dada por
{\displaystyle u(x)=\int _{\partial D}\nu (s){\frac {\partial G(x,s)}{\partial n}}ds}
onde {\displaystyle G(x,y)} é a função de Green para a equação diferencial parcial, e
{\displaystyle {\frac {\partial G(x,s)}{\partial n}}={\widehat {n}}\cdot \nabla _{s}G(x,s)=\sum _{i}n_{i}{\frac {\partial G(x,s)}{\partial s_{i}}}}
é a derivada da função de Green ao longo do vetor unidade com orientação normal interno {\displaystyle {\widehat {n}}}.  A integração é realizada sobre o contorno, com medida {\displaystyle ds}. A função {\displaystyle \nu (s)} é dada pela solução única à equação integral de Fredholm do segundo tipo,
{\displaystyle f(x)=-{\frac {\nu (x)}{2}}+\int _{\partial D}\nu (s){\frac {\partial G(x,s)}{\partial n}}ds.}
A função de Green a ser usada na integral acima é uma que desaparece no contorno:
{\displaystyle G(x,s)=0}
para {\displaystyle s\in \partial D} e {\displaystyle x\in D}. Tal função de Green é usaulmente uma soma da função de Greem de campo livre e uma solução harmônica à equação diferencial.

### Existência
O problema de Dirichlet para funções harmônicas sempre tem uma solução, e esta solução é única, quando o contorno é suficientemente suave e {\displaystyle f(s)} é contínua. Mais precisamente, tem, solução quando
{\displaystyle \partial D\in C^{(1,\alpha )}}
para {\displaystyle 0<\alpha }, onde {\displaystyle C^{(1,\alpha )}} denota a condição de Hölder.

## Exemplo: o disco unidade em duas dimensões
Em alguns casos simples o problema de Dirichlet pode ser resolvido explicitamente. Por exemplo, a solução para o problema de Dirichlet para o disco unidade em R2 é dado pela fórmula integral de Poisson.
Se {\displaystyle f} é uma função contínua no contorno {\displaystyle \partial D} de um disco unidade aberto {\displaystyle D}, então a solução para o problema de Dirichlet é {\displaystyle u(z)} dado por
{\displaystyle u(z)={\begin{cases}{\frac {1}{2\pi }}\int _{0}^{2\pi }f(e^{i\psi }){\frac {1-\vert z\vert ^{2}}{\vert z-e^{i\psi }\vert ^{2}}}d\psi &{\mbox{if }}z\in D\\f(z)&{\mbox{if }}z\in \partial D.\end{cases}}}
A solução {\displaystyle u} é contínua no disco unidade fechado {\displaystyle {\bar {D}}} e harmônica sobre {\displaystyle D.}
O integrando é conhecido como o núcleo de Poisson; esta solução segue-se da função de Green em duas dimensões:
{\displaystyle G(z,x)=-{\frac {1}{2\pi }}\log \vert z-x\vert +\gamma (z,x)}
onde {\displaystyle \gamma (z,x)} é harmônica
{\displaystyle \Delta _{x}\gamma (z,x)=0}
e escolhida tal que {\displaystyle G(z,x)=0} para {\displaystyle x\in \partial D}.

## Generalizações
Problemas de Dirichlet são típicos de equações diferenciais parciais elípticas, e teoria potencial, e a equação de Laplace em particular. Outros exemplos incluem a equação biharmônica e equações relacionadas em teoria da elasticidade.
Eles são alguns dos diversos tipos de classes de problemas de EDP definidos pela informação dada no contorno, incluindo problemas de Neumann e problemas de Cauchy.